# Leon Brzeziński
Leon Brzeziński (ur. 11 kwietnia 1809 w Brzozowie, województwo kieleckie, zm. 12 lipca 1865 w Caen) – polski malarz, miniaturzysta.

## Życiorys
W 1822 służył w korpusie kadetów w Kaliszu, 18 sierpnia 1828 awansowany do stopnie podporucznika. W powstaniu listopadowym dosłużył się 30 lipca 1831 stopnia kapitana w 14. pułku piechoty. Emigrował w lutym 1832 do Francji. Mieszkał początkowo w Awionionie, Paryżu, Blois, w maju 1841 przeniósł się do Caen. W maju 1846 przystąpił do Towarzystwa Demokratycznego Polskiego. 
Na emigracji zajął się malarstwem. Tworzył głównie portrety miniaturowe. Przed II wojną światową jego prace znajdowały się m.in. w zbiorach Muzeum Narodowego w Krakowie i zbiorach Pawlikowskich we Lwowie.

## Galeria

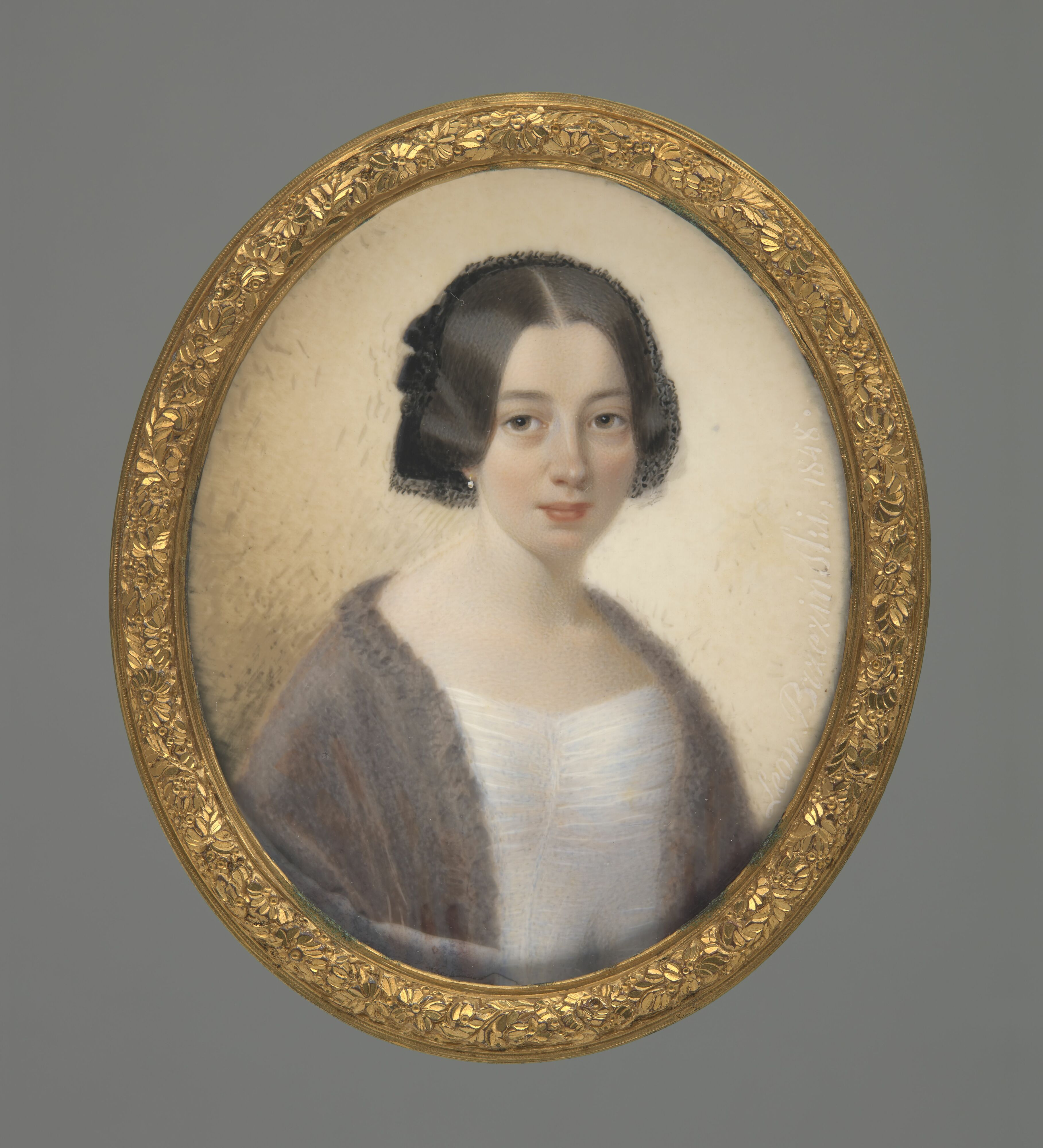
Portret młodej damy, 1848, Muzeum Narodowe w Krakowie